# Okręty podwodne typu U-50
Okręty podwodne typu U-50 – typ czterech oceanicznych okrętów podwodnych budowanych dla marynarki austro-węgierskiej Kaiserliche und Königliche Kriegsmarine w czasie I wojny światowej. Projekt okrętów bazował na projekcie niemieckim. Austro-węgierska marynarka autoryzowała umowę z Ganz Danubius na budowę jednostek w Fiume w lutym 1916. Jedynie dla dwóch jednostek położono stępki, ale żadna z nich nie została zwodowana ani ukończona. Nieukończone kadłuby zostały zezłomowane po zakończeniu wojny.

## Projekt
Flota austro-węgierskich okrętów podwodnych była w większości przestarzała w momencie wybuchu I wojny światowej. Przez pierwsze dwa lata wojny austro-węgierska marynarka skupiała swoje wysiłki na zbudowaniu podwodnej floty dla obrony własnych wybrzeży Adriatyk. Gdy jednostki tego rodzaju znajdowały się już w budowie lub zostały nabyte od Niemiec, skierowano wysiłki na zbudowanie większych okrętów, mogących operować także na znacznie większym akwenie Morza Śródziemnego.
Z tego powodu austro-węgierska marynarka 11 lipca 1915 zakupiła plany okrętów podwodnych projektu 835 od Germaniawerft w celu budowy ich na licencji nad Adriatykiem. Planowano budowę okrętów o wyporności 840 t na powierzchni i 1100 t w zanurzeniu. Okręty miały mieć długość 73 m, szerokość 6,3 m i zanurzenie 3,94 m. Napęd okrętu miały stanowić na powierzchni dwa silniki Diesla o łącznej mocy 2300 bhp oraz dwa silniki elektryczne o mocy łącznej 1200 shp pod wodą. Odpowiednio prędkość maksymalna miała wynosić 16,5 węzła i 9 węzłów. Okręty miały być wyposażone w dwie śruby napędowe. Załogę okrętów typu U-50 miało stanowić 33 ludzi.
Okręty miały być uzbrojone w sześć wyrzutni torpedowych kal. 450 mm. Cztery z nich miały być umieszczone na dziobie, dwie na rufie. Okręty miały mieć zapas 9 torped. Pierwotny projekt zakładał uzbrojenie jednostek w dwa działa kal. 100 mm/L35, co zostało zmienione na dwa działa kal. 120 mm/L35 w przypadku trzeciej i czwartej jednostki tego typu.

## Budowa
7 lutego 1916 Ganz Danubius otrzymał autoryzację kontraktu na budowę dwóch okrętów typu U-50: U-50 i U-51. Były to dwie jednostki z sześciu okrętów oceanicznych budowanych w 1916. Kolejne dwa okręty tego typu, U-56 i U-57, zamówiono we wrześniu 1918.
Brak zarówno materiałów, jak i wykwalifikowanej siły roboczej, przyczyniał się do spowolnienia postępów w budowie i w rezultacie żaden z okrętów nie został zwodowany ani ukończony. Kontrakt na budowę drugiej pary jednostek został anulowany przed położeniem ich stępek. W momencie zakończenia wojny U-50 był ukończony w 90%, U-51 był ukończony jedynie w 60%. Obie jednostki zostały zezłomowane na pochylni w 1920.